# 上海租界

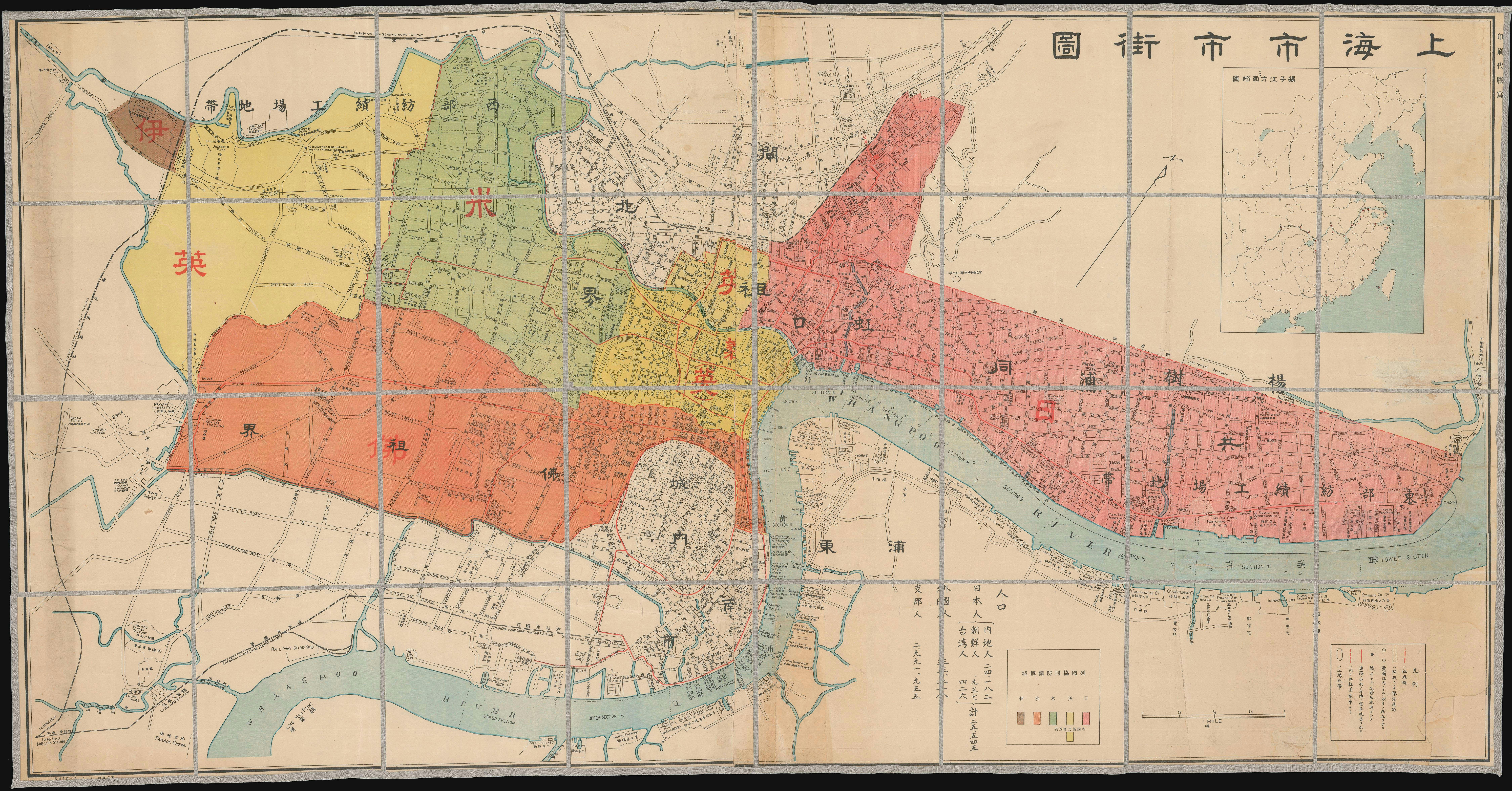
日本在1932年繪製的上海法租界和上海公共租界主要外國界區——意大利（伊，啡色）、英國（英，黃色）、美國（米，绿色）、法國（佛，橙色）和日本（日，粉紅色）

上海县城及租界变迁图

上海租界，从1845年11月设立开始，至1943年7月30日结束，历时近百年。上海的外国租界开辟最早，存在时间最长，面积最大，管理机构最庞大，殖民利用也最为充分。上海租界的成立对上海和周边地区近现代历史都产生了深远的影响。上海开埠后最初共有英、法、美三国租界。1863年，英美租界合并成为上海公共租界。1943年1月11日，美国和英国分别与中華民國签署《中美新约》、《中英新约》，自愿放弃在中国的特权，廢除了自滿清以來各種條約。治外法權廢除後，中國司法權才完全獨立，因此中華民國政府定1月11日為「司法節」。1943年汪精卫政权收回租界之前，上海租界一直保持着上海日租界、上海公共租界与上海法租界鼎立的局面。（1937年8月淞滬會戰後，公共租界在事實上被分割成兩部分，蘇州河以北地區成為日軍控制的勢力範圍。人稱“上海日租界”。）1945年，中华民国國民政府在对日战争胜利后，正式收回上海的最后两个租界——英租界和法租界，标志着上海租界历史的结束。

## 历史

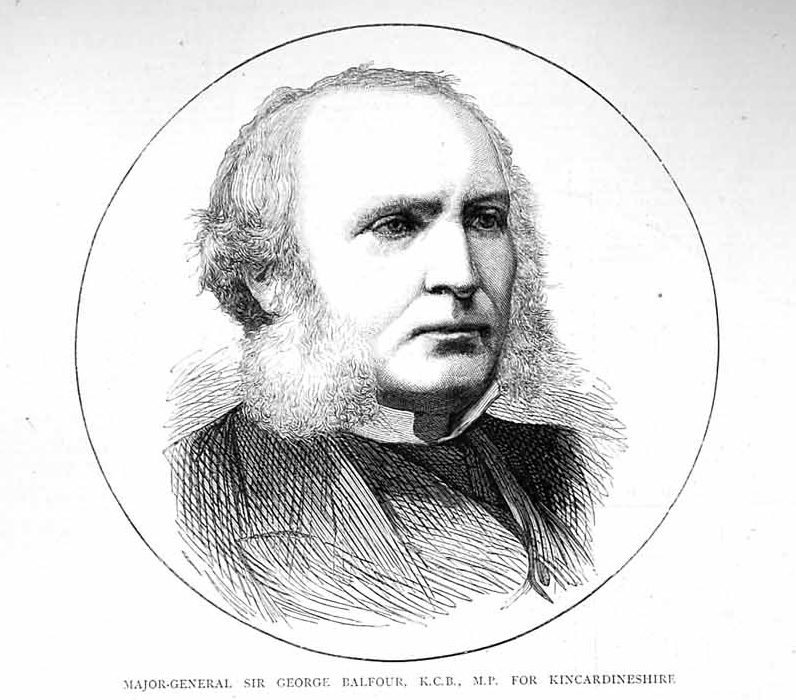
巴富尔肖像

### 公共租界

#### 设立
1842年，清政府在鸦片战争中失败，被迫同英国政府签订《南京条约》，开放上海港通商并无条件割让香港岛为英国准殖民地，准许英国商人带家眷在上海和香港口岸居住、贸易，准许英国政府在上海和香港派驻领事、管事官“专理商贾事宜”。次年10月，中英兩國政府签订的《通商附粘善后条款》（《虎门条约》），又具体规定由满清地方官与英国领事会同商定英人在通商口岸租地建屋的区域。根据这些规定，1843年11月8日首任英國驻上海领事巴富尔来沪。11月17日正式宣布上海开埠建立上海英租界，這樣可以將英國人及中國人隔開，以求永久相安。巴富尔经过同上海道台宫慕久多次谈判。1845年11月29日，宫慕久以告示方式公布了这些协议，即《上海土地章程》，达成辟设上海英租界协议。在章程中，上海县城北部的一块约830亩被划给英方作为英商居留地。1848年，美国圣公会主教文惠廉已在苏州河北岸租地造屋，并与上海道台吴健彰交涉后，虹口地区也被划作了美商居留地，美租界从而形成。

#### 扩张

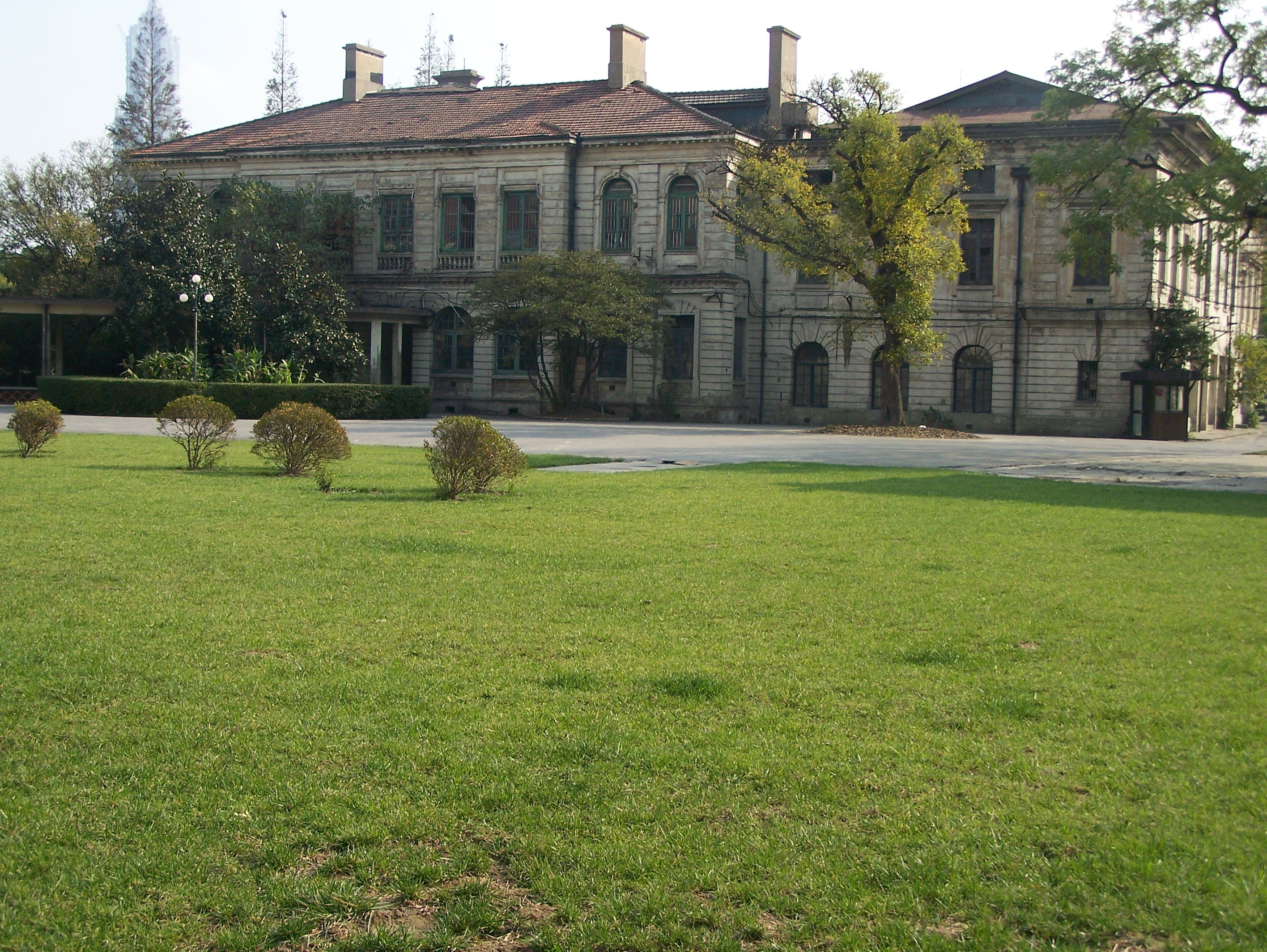
原英国领事馆

后在1846年，英租界西界确定。租界地东依黄浦江，南临洋泾浜，北至李家厂，西达界路，总面积增加到了1080亩。1899年，公共租界当局以租界内华人及工厂增多为由要求增加租界面积。在多番交涉后，公共租界面积扩展到33503亩（22.59平方公里），北面的边界到达上海、宝山2县的交界处，西面一直扩展到静安寺。整个租界划分为中、北、东、西4个区。
租界当局使用的另一个扩张方法为越界筑路。在法租界成功通过该方法扩张后，公共租界工部局也开始越界筑路。越界筑路所划圈的区域租界方面拥有征税以及控制权。1914年后，公共租界当局通过越界筑路将该类区域的面积增加到了4.7万亩。

#### 历史事件
1853年，在太平军攻占南京并继续向东挺进后，“上海义勇队”后称“万国商团”由英侨组建而成，以保护上海租界。1862年3月31日，在英租界租地人年会中，美租界被并入英租界的决议通过，并在后一年的10月17日正式合并。1905年，“大闹会审公廨案”发生，在虞洽卿与租界当局的交涉下，据理力争，又策动商人罢市，工人罢工，租界华捕罢岗。最终英方让步，会审公堂维持秩序的巡捕一律由中方巡捕出任。1911年，武昌起义发生后，上海也在之后光复，但是租界当局下令禁止庆祝辛亥革命取得成功。
1919年五四运动爆发后，上海民众起身抗议提高房捐等捐税，并表示“不出代议士，不纳租税”。五四運動促進租界內的促成爭取公民權事件。最终租界当局妥协，设立华人顾问委员会。1920年代，上海公共租界的稳固根基开始遭到威胁。1925年5月30日，南京路老闸捕房的巡捕枪杀中国示威者的事件，引起了中国全国性的爱国运动。在五卅运动之后，大规模越界筑路基本停止。上海公共租界继续向外扩张的态势趋于稳定下来。工部局也同意设立3名华人董事。在1930年增至5名。

#### 孤岛时期
1937年8月13日－11月10日的淞沪会战中，日军将公共租界北区和东区作为进攻中国军队的基地，并以海军陆战队代替租界巡捕，公共租界在事实上被分割成两部分，苏州河以北地区成为日军控制的势力范围。北区和东区的日占区遭到中国多个军团的猛烈进攻，70％地区在战争中受到严重破坏。公共租界的主体部分中区、西区及西部越界筑路区域分别由英国、美国和意大利军队防守，继续在战争中保持中立达四年之久。

#### 收回
在1941年太平洋战争爆发后，日军占领上海租界，大量欧美人士被关进集中营，由西方控制的公共租界时代正式结束。但工部局仍然继续运行，直到1943年租界正式撤销。1943年，日本人支持的汪精卫政权经过对日交涉，收回所有租界，8月，历时近百年的上海公共租界宣告结束。

### 法租界

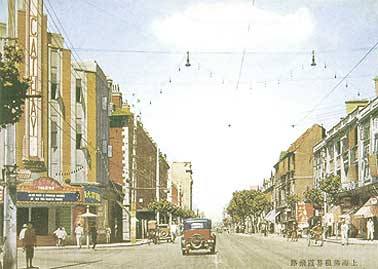
法租界内的霞飞路

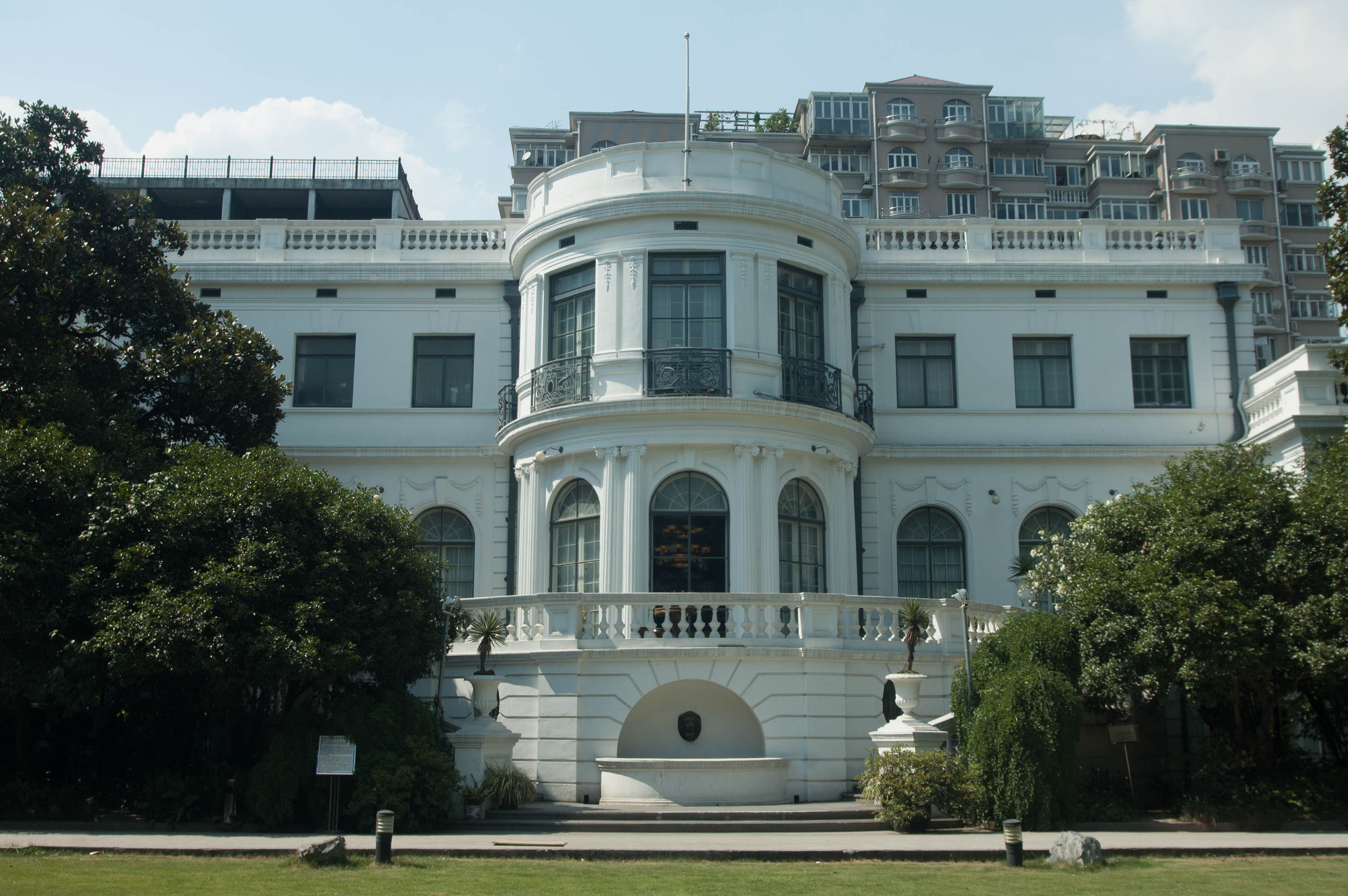
法租界公董府邸（今上海工艺美术博物馆）

#### 设立与扩张
1847年第一任法国驻上海领事敏体尼就任后的两年，即1849年，法国商人雷米在英租界外租到了2.385亩土地。而后，法租界在于上海道台麟桂的同意后开辟。租借范围南至护城河，北至洋泾浜，西至关帝庙诸家桥，东至广东潮州会馆沿河至洋泾浜东角，面积共约986亩。1861年，法国又以为了开辟沪法之间航线需租地造屋为由，租得了小东门外37亩土地。1899年6月，法租界再次扩张。新租界的区域北至北长浜（今延安东路西段），西至顾家宅、关帝庙（今重庆南路），南至打铁浜、晏公庙、丁公桥（今西门路、自忠路），东至城河浜（今人民路西段）。法租界总面积从而增加到2,135亩。
法租界在19世纪60年代开始越界筑路，最初是从上海县城西门筑至徐家汇的军路。1913年，当时的法国公使康德向中国政府索求界外马路警权，欲图再一次扩充租界面积。袁世凯政权为拉拢西方，答应了法租界的扩张要求并与法国签订了关于法租界界外马路协定11条。协定给予法租界当局在越界筑路区域行使警政和征税权，但条件是法租界当局要驱逐租借内的革命党人士。法租界当局控制区面积从而达到了15,150亩，是法租界初辟时的15倍。同时，租界当局也同意由中国人中推选2名绅董，参加法租界董事会。

#### 历史事件
1853年，小刀会首领刘丽川率领广东福建籍会众在上海起事，杀死县令袁祖德，囚禁上海道吴健彰，封官授职，掌理上海政务。嗣后上书南京太平天王，而该从太平天国年号。清兵围攻上海，东、南、西以致西北各面均有驻兵，各有统兵攻城，所以，上海北门外的外国居住区成为成败关键。初始时，英法美三国全然无意介入战争，但北面为小刀会最容易取得救济之处，洋商有买卖可做，并不阻止。清兵有时进入英界截拿会众，误犯英国居民，1854年4月4日，英美义勇队进攻清军北营，即为”泥城之战」。
泥城之战之后，英美领事开始禁止小刀会会众进入洋泾滨以北，并通知清军将领不准进入英界交战。但小刀会仍会常常进入法租界取得接济，清军也常在此与小刀会交战。法租界开始封锁小刀会后，小刀会在围墙外筑土炮台，法军即开始武力报复。1855年1月6日，清军法军联合作战，攻入城中，小刀会虽抵抗成功。但接济断绝，食粮匮乏，不战自乱，不久后即纷纷外逃。朝廷论功行赏法军，赏银万两，绸缎四匹。但法国取得的最大利益，是把租界区域向西扩张到老北门口。
1874年，法租界公董局认为四明公所附近人口稠密，公所里的坟墓有碍卫生，是传播疾病的巢穴，计划修筑一条穿越四明公所的道路来迫使其迁出租界。宁波同乡会则一再请求公董局将道路稍为向北迁移，表示愿意承担筑路费用。后多名旅沪宁波籍人士在四明公所门外与法国巡捕发生冲突，打死一人后包围了公董局，焚毁法国人房屋40多间，法国水兵上岸镇压，打死华人数名，伤20多人。法国领事葛笃（Ernest-Napoléon-Marie Godeaux）不愿引起更大的麻烦，迫使公董局放弃这项筑路计划。此事件称为第一次四明公所事件。之后还发生了第二次四明公所事件，但此次事件后，法租界的扩张并没有得到阻止。

#### 收回
1943年2月23日，法国维希政府宣布，同意放弃在华租界。6月5日，汪精卫政权先收回天津法租界、汉口法租界和广州法租界。7月30日，汪精卫政权收回最为重要的上海法租界，改称第八区；上海法租界宣告结束，历时近百年。

## 人口
在上海租界开辟初期，在沪的外国人数量很少，到1850年的英租界内，外国人数量也仅仅只有50个。且在那时，租界内实行华洋分居，即华人与洋人被分隔开居住。然而在太平天国军队占领上海县城后，大量难民涌入租界，华洋分居也就自然而然地变成了华洋杂居。1853年，租界内的人口也一下子超过2万人。1865年，公共租界有外国人2,297人，华人90,587人；法租界有外国人460人，华人55,465人，两租界共有中外人口148,809人。公共租界内的居民来自英、美、法、德、俄等18个国家。
到1930年，公共租界人口密度达每平方英里113,920人，已经超过了当时世界上人口密度最高的城市伦敦。1936年，公共租界人口已超过118万，其中华人超过114万。同年法租界人口总数则接近50万，其中外国人为23,398人。居住在上海的侨民有英国人、美国人等也有来自俄国的反共白俄群體以及之后二战被迫流亡到上海的犹太人。总而言之居住在上海租界的外侨来自不同的国家，最多时曾达到58个国家。

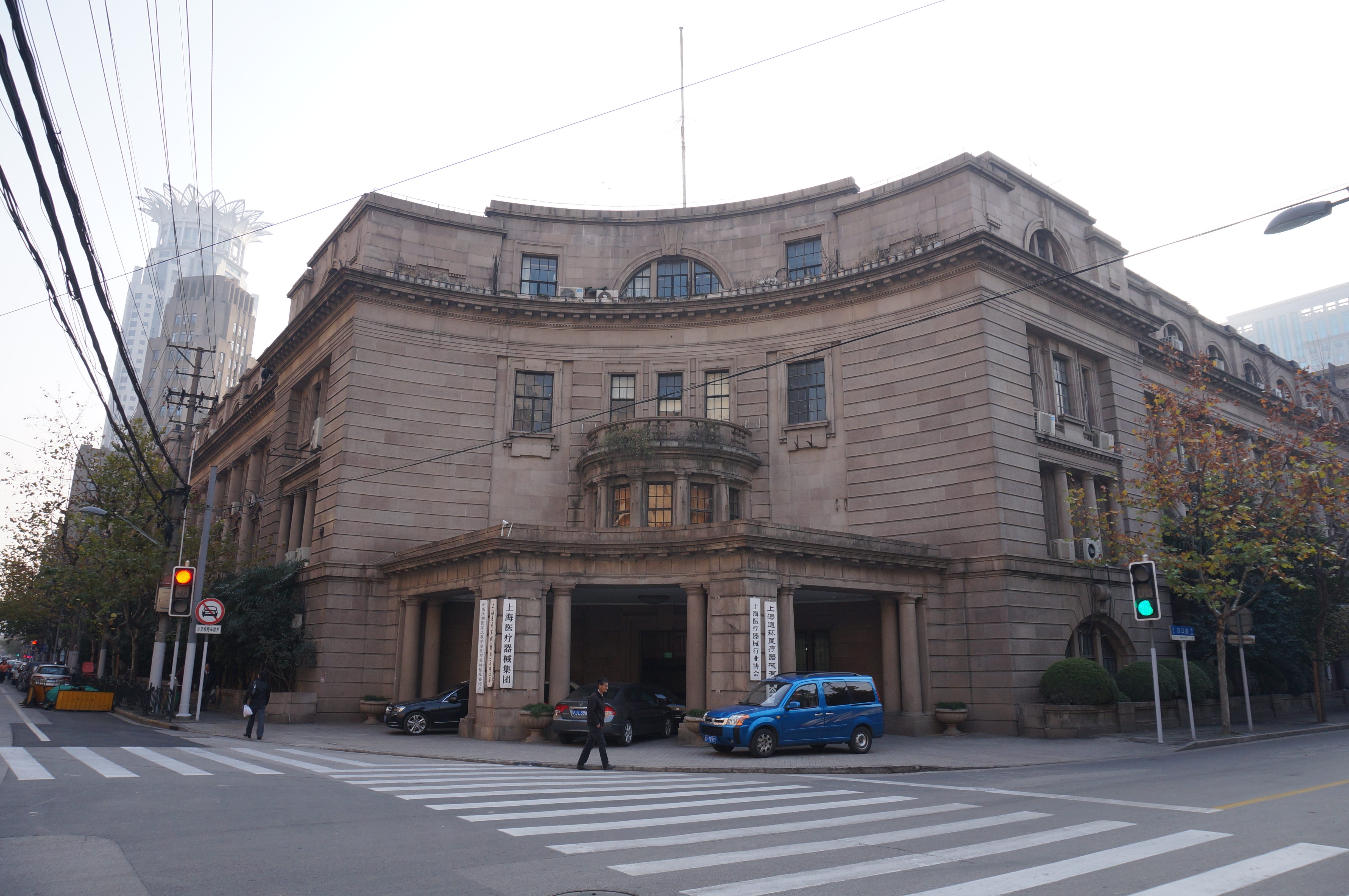
公共租界工部局大楼

## 管理
上海公共租界工部局（Shanghai Municipal Council）是上海公共租界的行政管理机关，类似于租界内的政府，拥有警察。但是司法机构还有独立的“会审公廨”，即法院。工部局主要控制在英国手中。美国也部分参与工部局的管理工作。从1873年起，在工部局董事会中为德国人保留1个席位。在第一次世界大战以后，这个席位被移交给日本。1928年，工部局同意设立3名华人董事。在1930年增至5名。此外，还设14个巡捕房以维持治安。
上海法租界与上海公共租界的行政体制截然不同。法租界是法兰西殖民帝国的一部分，由法国驻上海总领事和上海法租界公董局董事会共同负责，而上海公共租界是当地外国侨民的地方自治体，并不直接受任何外国领事，甚至是英国领事的管理。此外，法租界也设有会审公廨以及6个分区捕房。

## 租界内重要名胜古迹
- 上海公共租界会审公廨旧址，公共租界北浙江路（今闸北浙江北路191号）。
- 上海法租界会审公廨旧址，法租界薛华立路（今建国中路20号）。
- 上海孙中山故居，法租界莫利爱路29号（今香山路7号）
- 中共一大旧址，法租界望至路106号（现兴业路76号）。
- 1924年毛泽东寓所旧址，公共租界慕尔鸣路甲秀里（今威海路583弄）。
- 中共中央特科机关旧址，公共租界麦特赫司脱路张家花园（今泰兴路郑家巷91号）。
- 上海鲁迅故居，公共租界日本区施高塔路（现山阴路132弄）大陆新村9号